# Алкей и Филиск
Алкей и Филиск (II век до нашей эры) были двумя эпикурейскими философами, изгнанными из Рима либо в 173 г. до н.э., либо в 154 г. до н.э.
Афиней утверждает, что изгнание произошло во время консульства Луция Постума. Это может относиться либо к Луцию Постуму, который был консулом в 173 году до нашей эры, либо к Луцию Постуму, который был консулом в 154 году до нашей эры. Элиан утверждает, что они были изгнаны, «потому что они познакомили молодое поколение со многими неестественными удовольствиями». Это может быть просто враждебное замечание, исходящее из антиэпикурейского источника, но также возможно, что это было обвинение, выдвинутое против них официально. Римское право в этот период разрешало изгнание (relegatio) любого нежелательного человека из Рима по постановлению магистратуры, и он часто использовался для удаления иностранцев. В 161 г. до н.э. некоторые учителя риторики и философии были изгнаны из города. В 155 г. до н.э. прославленное посольство философов, состоящее из Карнеада (академик), Диогена (стоик) и Критолая (перипатетик), было отправлено из Афин в Рим, где их учения вызвали настоящую сенсацию, и под давлением консерваторов они были вынуждены уехать. Если бы Алкей и Филиск были изгнаны из города в 154 г. до н.э., то это было бы всего через год после этого события.